# Colan (distrito)
Colan é um distrito do Peru, departamento de Piura, localizada na província de Paita.

## Transporte
O distrito de Colan é servido pela seguinte rodovia:
- PI-101, que liga a cidade Paita ao distrito de Pariñas[1][2][3]